# Niki Zimling
 (août 2025).
Niki Dige Zimling est un footballeur international danois né le 19 avril 1985 à Tårnby. Évoluant au poste de milieu axial, il joue actuellement avec le FSV Mayence 05, en Bundesliga.

## Carrière
Ancien joueur du Brøndby IF et du Esbjerg fB, il rejoint la Serie A et Udinese en 2009. N'arrivant pas à s'imposer, il est prêté lors de la saison 2010-2011 au club néerlandais du NEC Nimègue.
Le 17 mai 2011, il est transféré au FC Bruges pour un contrat de quatre ans.
Très vite, il s'impose dans l'effectif Brugeois, devenant un joueur indispensable aux yeux de Adrie Koster, puis de Christoph Daum.
Il est également international danois et a participé à l'Euro 2012 de football avec sa sélection. À la surprise générale, il signe fin janvier 2013 au FSV Mayence 05 en Bundesliga. En 2014, lors de la toute fin de mercato d'été, il est prêté par Mayence avec option d'achat à l'Ajax Amsterdam. Zimling retrouve donc l'Eredivisie, trois ans après l'avoir quitté.

## Style de jeu
Formé au poste de milieu relayeur voire milieu offensif, il occupe désormais le poste de milieu défensif, ayant pour rôle de stabiliser le milieu de terrain, de participer à la construction de l'arrière et d'évidemment récupérer des ballons. Il fait également figure de joueur d'expérience dans le noyau brugeois, encadrant des joueurs comme Thibaut Van Acker, ou Fries Deschilder. Très apprécié des supporters brugeois, il est surnommé le "policier" (en raison de sa grande activité sur le terrain). De plus il n'hésite pas à tenter sa chance de loin, faisant mouche de temps à autre comme en témoigne son but marqué contre La Gantoise, en coupe de Belgique.

## Palmarès

### En club
Brøndby IF
- Champion du Danemark en 2005

### Distinction personnelle
- Meilleur jeune talent danois en 2006 (catégorie des moins de 21 ans)[4]

## Statistiques

### Statistiques détaillées par saison
Le tableau ci-dessous récapitule les statistiques en match officiel de Niki Zimling :
| Saison                | Club                  | Championnat           | Championnat | Championnat | Coupe(s) nationale(s) | Coupe(s) nationale(s) | Compétition(s) continentale(s) | Compétition(s) continentale(s) | Compétition(s) continentale(s) | Total | Total |
| Saison                | Club                  | Division              | M.          | B.          | M.                    | B.                    | Comp.                          | M.                             | B.                             | M.    | B.    |
| 2002-2003             | Brøndby IF            | Superliga             | 1           | 0           | 1                     | 0                     | -                              | -                              | -                              | 2     | 0     |
| 2003-2004             | Brøndby IF            | Superliga             | 13          | 1           | 2                     | 0                     | C3                             | 4                              | 0                              | 19    | 1     |
| 2004-2005             | Brøndby IF            | Superliga             | 3           | 0           | -                     | -                     | C3                             | 1                              | 0                              | 4     | 0     |
| 2005-2006             | Esbjerg fB            | Superliga             | 26          | 3           | 4                     | 1                     | -                              | -                              | -                              | 30    | 4     |
| 2006-2007             | Esbjerg fB            | Superliga             | 30          | 10          | 2                     | 0                     | -                              | -                              | -                              | 32    | 10    |
| 2007-2008             | Esbjerg fB            | Superliga             | 16          | 3           | 5                     | 1                     | -                              | -                              | -                              | 21    | 4     |
| 2008-2009             | Esbjerg fB            | Superliga             | 9           | 0           | -                     | -                     | -                              | -                              | -                              | 9     | 0     |
| 2008-2009             | Udinese Calcio        | Serie A               | 4           | 0           | -                     | -                     | -                              | -                              | -                              | 4     | 0     |
| 2009-2010             | Udinese Calcio        | Serie A               | 1           | 0           | 1                     | 0                     | -                              | -                              | -                              | 2     | 0     |
| 2010-2011             | NEC Nimègue (prêt)    | Eredivisie            | 26          | 4           | 1                     | 0                     | -                              | -                              | -                              | 27    | 4     |
| 2011-2012             | FC Bruges             | Pro League            | 34          | 1           | 1                     | 1                     | C3                             | 11                             | 0                              | 46    | 2     |
| 2012-2013             | FC Bruges             | Pro League            | 7           | 1           | -                     | -                     | C1+C3                          | 2+1                            | 0+0                            | 10    | 1     |
| 2012-2013             | FSV Mayence 05        | Bundesliga            | 13          | 1           | 1                     | 1                     | -                              | -                              | -                              | 14    | 2     |
| 2013-2014             | FSV Mayence 05        | Bundesliga            | 15          | 1           | 1                     | 0                     | -                              | -                              | -                              | 16    | 1     |
| 2014-2015             | FSV Mayence 05        | Bundesliga            | -           | -           | 1                     | 1                     | C3                             | 1                              | 0                              | 2     | 1     |
| 2014-2015             | Ajax Amsterdam (prêt) | Eredivisie            | 9           | 0           | -                     | -                     | C1                             | 3                              | 0                              | 12    | 0     |
| 2015-2016             | FSV Francfort (prêt)  | 2. Bundesliga         | 3           | 0           | -                     | -                     | -                              | -                              | -                              | 3     | 0     |
| Total sur la carrière | Total sur la carrière | Total sur la carrière | 210         | 25          | 20                    | 5                     | -                              | 23                             | 0                              | 253   | 30    |

### But international
| No | Date         | Lieu                                      | Adversaire | Résultat | Compétition                             |
| -- | ------------ | ----------------------------------------- | ---------- | -------- | --------------------------------------- |
| 1  | 22 mars 2013 | Stade Andrův, Olomouc, République tchèque | Tchéquie   | 3-0      | Éliminatoires de la Coupe du monde 2014 |

NB : Le score est affiché sans tenir compte du sens conventionnel en cas de match à l'extérieur (Danemark-Adversaire)